# Somerset (condado de St. Croix, Wisconsin)
Somerset es un pueblo ubicado en el condado de St. Croix en el estado estadounidense de Wisconsin. En el Censo de 2010 tenía una población de 4.036 habitantes y una densidad poblacional de 31,78 personas por km².

## Geografía
Somerset se encuentra ubicado en las coordenadas 45°8′43″N 92°42′14″O / 45.14528, -92.70389. Según la Oficina del Censo de los Estados Unidos, Somerset tiene una superficie total de 127.01 km², de la cual 122 km² corresponden a tierra firme y (3.94%) 5.01 km² es agua.

## Demografía
Según el censo de 2010, había 4.036 personas residiendo en Somerset. La densidad de población era de 31,78 hab./km². De los 4.036 habitantes, Somerset estaba compuesto por el 96.75% blancos, el 0.42% eran afroamericanos, el 0.47% eran amerindios, el 0.67% eran asiáticos, el 0% eran isleños del Pacífico, el 0.47% eran de otras razas y el 1.21% pertenecían a dos o más razas. Del total de la población el 1.46% eran hispanos o latinos de cualquier raza.